# Ebenezer Howard
Pour les articles homonymes, voir Howard.
Ebenezer Howard, né le 29 janvier 1850 à Londres et mort le 1er mai 1928 à Welwyn Garden City (Hertfordshire), est un urbaniste britannique. Il a exercé une influence durable sur la conception des villes.

## Biographie
Ebenezer Howard est un fils de commerçant, né à Londres, le 29 janvier 1850. Il est exposé jeune au monde rural, tout d'abord à Suffolk, puis à Cheshunt, Hertfordshire, et complète finalement son éducation à l'âge de 15 ans à Stoke Hall, Ipswich.
Employé de bureau, il apprend la sténographie dès l'âge de 15 ans mais reste autodidacte pour l'essentiel. Son premier employeur, le Dr Parker du temple de la City, pour qui il transcrit des sermons, remarque qu'il aurait pu être un bon prêcheur.

### Voyage aux États-Unis
À l'âge de 21 ans, influencé par un oncle agriculteur, il part avec deux compagnons aux États-Unis. Il s'installe au Nebraska, dans le comté de Howard, où il travaille sur 65 hectares. Il s'aperçoit qu'il n'est pas fait pour être agriculteur.
Il se rend alors à Chicago, où il travaille comme journaliste judiciaire et comme sténographe de justice. Il y arrive alors que la ville se reconstruit après le grand incendie de 1871, responsable de la destruction d'une grande partie du quartier des affaires. Howard est témoin de la régénération de ce quartier et du développement rapide des banlieues.
Aux États-Unis, il découvre et admire les poètes Walt Whitman et Ralph Waldo Emerson. L'artiste paysager américain Frederick Law Olmsted prépare un plan d'urbanisme pour une communauté de banlieue, où la disposition est informelle avec des parcelles de terrain spacieuses pour les maisons et des routes aménagées en voies rapides. Olmsted a aussi conçu Central Park à New York.

### Retour au Royaume-Uni: prise de conscience
Il rentre au Royaume-Uni en 1876, où il trouve au Hansard un travail de rédacteur des rapports officiels du Parlement, métier qu'il conserve jusqu'à la fin de sa vie. Il est responsable de l'enregistrement des débats, comités et commissions.
En 1879, il épouse Elizabeth Ann Bills, de qui il aura trois filles et un fils, et neuf petits-enfants. Il retourne en Amérique, entre 1876 et 1898, en raison de l'introduction de la machine à écrire Remington en Angleterre.

#### L'exode rural
Par son travail, Howard prend conscience et se tient informé des difficultés qu'a le Parlement à trouver des solutions aux problèmes du logement et du travail. Le fond du problème est l'exode rural massif que connaît l'Angleterre à cette époque, et ce dans le contexte de la Grande Dépression.
Les campagnes sont trop pauvres : le travail est mal rémunéré et les ouvriers agricoles ne peuvent espérer payer un loyer suffisant pour inciter à construire de nouvelles habitations. Beaucoup partent dans les villes industrielles victoriennes, avec l'espoir de meilleurs salaires et d'opportunités de travail, laissant les campagnes désertes.
Cependant, ces villes sont devenues surpeuplées, les prix et les loyers sont élevés, l'approvisionnement en eau et le système d'égouts sont insuffisants. La pollution industrielle et les mauvaises conditions de vie entraînent plusieurs épidémies de choléra entre 1831 et 1854. La seule solution trouvée est l'extension du logement vers les banlieues.
Vers 1884-85, la Commission royale du logement des classes ouvrières rapporte les mauvaises conditions de logement, et, en 1888, une étude majeure des conditions d'habitat urbain par Charles Booth révèle que 300 000 des 900 000 habitants de l'est de Londres vivent dans une situation d'extrême pauvreté.
Ebenezer Howard se fait dès lors critique des dures conditions de vie dans les métropoles et des injustices sociales qui y règnent.

#### Expériences de communautés
Dans les divers cercles intellectuels qu'il fréquente, Howard entend beaucoup parler de la question du territoire. De nombreuses idées sont échangées concernant la propriété de la terre, sa nationalisation, sa taxation, sa valeur, ainsi que la misère urbaine.
Il a conscience des tentatives de regroupement communautaires mis en place par les industriels pour leurs employés. On peut référencer diverses expériences, comme celle de Copley en 1849-53, mais les plus notables sont celles de W.H.Lever (1851-1925) et George Cadbury (1839-1922), qui seront tous les deux impliqués plus tard dans le mouvement des cités-jardins.

##### William Lever
Lever a construit un empire sur le succès de Port Sunlight, et il commence en 1888 la création d'un village-modèle sur la rive ouest de la rivière Mersey, près de son usine, qui ressemble à un village modèle de Prices Patent Candles vers 1853.
Lever, qui s'intéresse à l'architecture et à l'urbanisme, a aussi construit une maison à Thornton Hough, et ses développements deviennent une grande attraction pour les politiciens.

##### George Cadbury
Cadbury a produit une communauté un peu différente, en laissant la moitié du logement au public.
Débutant vers 1895, l'architecte-urbaniste Bournville est influencé par le mouvement des Arts & Crafts et il réalise des lotissements de maisons de campagne jumelées possédant leurs propres jardins, permettant aux familles de cultiver leur propre nourriture. La qualité et le design du logement influencera plus tard les premiers lotissements du London County Council, ainsi que la construction à New Earswick. Ce dernier village, construit par les employés de Rowntree en 1902, est commencé par Parker et Unwin, puis poursuivi par Letchworth. Il préfigure nombre des idées qu'ils développeront pour la cité-jardin.

#### Lectures
Les lectures d'Howard incluent une variété de travaux sur diverses théories politiques et économiques, et il a plus tard crédité divers philosophes et réformateurs d'avoir presque découvert les cités-jardins. John Ruskin en particulier semble s'être approché du concept des cités-jardins, avec ses descriptions d'intégration de la ville et de la campagne.
William Morris a développé quant à lui lors de ses cours pour la ligue socialiste le concept de la "décence d'environnement", qui inclut selon lui : "un espace suffisant, un logement sain, propre et bien construit, l'espace de jardin abondant, la conservation du paysage naturel, sans pollution ni détritus". Raymond Unwin, qui sera l'architecte de la première cité-jardin, a rejoint la ligue socialiste dans les années 1880 et a été étroitement impliqué avec Morris.
Howard est aussi impressionné par le roman utopique de 1888 d'Edward Bellamy Looking Backward (qui donne une vision de Boston en l'an 2000), au point qu'il en commande 100 copies qu'il distribue à ses amis. Il est amené à s'interroger sur les questions sociales à partir de cette vision utopique d'une cité future et d'une société inquiète d'améliorer la civilisation.
Contrairement à ce dernier, il n'est cependant pas collectiviste ni autoritaire. Il admire aussi l'anarchiste russe Pierre Kropotkine, qui défend l'idée que l'invention de l'électricité va permettre le développement de villages agro-industriels auto-gérés.

### Le concept de la cité-jardin

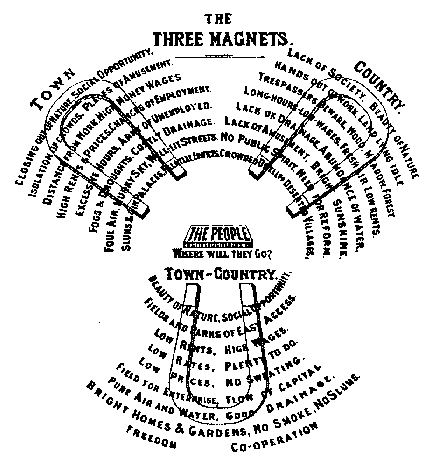
Le diagramme des trois aimants (Three Magnets) de Howard, où il pose la question : « Où iront les gens ? » avec comme choix : « ville », « campagne » ou « ville-campagne »

En 1898, il publie Tomorrow-. A peaceful path to real reform (« Demain : une voie pacifiste vers la réforme réelle »), où il propose de dissoudre la ville dans la campagne, en tirant les avantages principaux de ces deux territoires dans son projet de cités-jardins, qui devrait agir comme un aimant attirant les populations, aux dépens de la ville et de la campagne. Le livre connaît rapidement un grand succès.
Il y milite pour la création d'un nouveau type de villes de banlieue, qu'il appelle les cités-jardins (Garden-Cities). Il les conçoit comme une communauté, régie par une sorte de conseil d'administration. Elles feraient l'objet d'une planification, les limitant à 32 000 habitants. Les villes seraient parfaitement indépendantes, gérées et financées par les citoyens ayant un intérêt économique en elles.
Elles auraient une forme circulaire, avec un rayon d'un peu plus d'un kilomètre, une taille limitée (4 km2 au plus), au centre d'un territoire d'environ 20 km2 d'espaces agricoles. La partie urbanisée serait divisée en six quartiers, chacun étant délimité par des boulevards pénétrants. Au cœur se trouverait un parc entouré des services à la disposition de la population (hôtel de ville, théâtre, hôpital, etc). Les commerces se trouveraient dans le Crystal Palace, sorte de galerie vitrée protégeant les habitants des intempéries. La cité serait entourée d'une ligne de chemin de fer bordée de manufactures et de marchés.
Elles représentent, à ses yeux, le parfait exemple de la symbiose entre la ville et la nature. En effet, étant situées en périphérie des villes, elles permettent de profiter des avantages de la ville (la vie en société, le travail correctement rémunéré), tout en habitant à la campagne et en ayant la possibilité de profiter de la nature, du contact avec Dieu, et des bas loyers.
Pour endiguer la marée de l'urbanisation, avançait Howard, il fallait attirer les habitants vers des cités-jardins indépendantes. Leurs résidents ressentiraient l'« union joyeuse » de la ville et de la campagne. Ils vivraient au cœur de ces heureux îlots dans de jolies maisons entourées de jardins ; ils iraient à pied aux usines, à la lisière de ces îlots ; et ils seraient nourris par les fermiers d'une zone verte extérieure, qui contribuerait à empêcher la ville de s'étendre plus loin dans la campagne.
Howard avait raison sur le désir des hommes de jouir de plus d'espace vital, mais tort quant au devenir des villes : ce qui s'est répandu dans le monde, c'est une marée citadine. Elle a presque atteint son maximum dans les pays développés et en Amérique latine, où plus de 70 % de la population habite les zones urbaines.
Il décrit son concept avec détail à l'aide de diagrammes et d'arguments économiques, mais explique clairement que le plan doit être adapté au lieu d'implantation de la ville.

### L'association des cités-jardins
Son livre est reçu avec des réactions diverses. Howard va cependant le promouvoir et en juin 1899, il trouve suffisamment de personnes intéressées par son idée pour fonder l'Association des Cités-Jardins, connue aujourd'hui sous le nom de Town and Country Planning Association (Association d'Urbanisme et de Paysage), la plus ancienne association environnementale d'Angleterre. Aux rencontres de l'association se discutent les moyens pratiques de mettre en œuvre ses plans.
Ces membres sont une sélection de politiciens, d'industriels et de professionnels qui considèrent une multitude de domaines dans les comités. En mai 1900, l'association se résout à former une société limitée, mais ne la mettra en place que deux années plus tard.
En 1901, Ralph Neville K.C. est recruté à l'association et élu président. Thomas Adams, un arpenteur de Scots intéressé par la renouvellement rural est nommé secrétaire. La première conférence de l'Association des Cités-jardins se tient en 1901, par George Cadbury. Parmi les conférenciers, Raymond Unwin a complimenté le London County Council sur sa récente législation pour améliorer le logement des classes ouvrières. Bernard Shaw apporta aussi sa contribution tout comme F. Lee Ackerman et H Claphham Lander (le designer des appartements coopératifs à Sollershott Est).
La publicité de cette conférence et de l'assemblée générale de décembre 1901 est considérable et Adams représente et fait la promotion de l'Association dans la presse et aux conférences.
Howard révise et publie à nouveau en 1902 son livre sous le nom Garden Cities of Tomorrow (« Les cités-jardins de demain »), tel qu'il est connu depuis.

#### La cité de Letchworth
En 1902, la Société des Pionniers des Cités-Jardins (Garden City Pioneer Company) est formée pour trouver et acquérir un site sur lequel implanter une première cité-jardin. Ralph Neville KC en est le président, Howard, le directeur général, et le conseil inclus Edward Cadbury, THW Idris et HD Pearsall, un ingénieur. On trouve parmi ses principaux actionnaires George Cadbury, William Lever et A. Harmswoth (le propriétaire du Daily Mail).
Plusieurs sites sont considérés, mais en 1903 Herbert Warrent, l'avocat-conseil de la Compagnie, examine l'emplacement du manoir de Letchford, dans le Hertfordshire au nord de Londres. Le domaine n'est pas assez grand mais les terrains voisins sont achetés à d'autres propriétaires. Le site est validé en septembre 1903 et déclaré ouvert le 9 octobre 1903 lors d'une cérémonie menée par Earl Grey, Lord Lieutenant de Northumberland.
Plusieurs urbanistes sont approchés pour concevoir le plan. Trois projets sont présentés : celui de Barry Parker et Raymond Unwin, celui de Lethaby et Riccado et celui de Lucas et Cranfield. Les trois groupes s'inspirent du mouvement des Arts & Crafts.
Barry Parker et Raymond Unwin présentent au conseil des esquisses en janvier 1904, pour les soumettre à l'approbation du Grand Chemin de Fer du Nord ; elles sont provisoirement acceptés. En février, ces plans sont publiés au nom de la société et un lancement public à Londres est organisé. En mars 1904, Parker et Unwin sont nommés architectes de consultation chargés de la surveillance du projet.
Raymond Unwin, qui inspira plus tard la partie "politique urbaine" du programme de New-Deal du président américain Roosevelt, ne suivit pas à la lettre les prescriptions d'Howard et s'inspira, pour la forme de son projet, de celles du plan de reconstruction de Londres par Sir Christopher Wren en 1666 : une ville s'ordonnant autour d'une place centrale bordée de bâtiments officiels et culturels.

#### Conséquences
Une seconde cité, conçue selon les mêmes principes, entre 1905 et 1907 par Parker et Unwin dans le faubourg londonien de Hampstead, exerça une fascination telle sur les hommes de son temps que les législateurs rédigeant le Housing and Town Planning Act en 1909 et 1919 en vinrent à suggérer "l'adoption du modèle de Garden City pour la construction du logement social".
De ses contacts avec les architectes allemand Hermann Muthesius et Bruno Taut a résulté l'application des principes du Human Design dans de nombreux projets d'habitat construit dans les années de Weimar. Hermann Muthesius a joué un rôle important dans la création de la première cité-jardin allemande de Hellerau en 1909, la seule cité-jardin en Allemagne où les idées de Howard ont été pleinement adoptées.

#### La cité de Welwyn
La cité-jardin individuelle faisait partie d'un plan plus important proposant un groupement de cités-jardins autour d'une ville centrale, reliées entre elles, partageant les installations de loisir et les services. À cette fin, Howard a acquis le terrain de Welwyn peu de temps après le démarrage de Letchworth.
Mme Howard meurt en 1904, alors que la construction de Letchworth commence, et Howard vient vivre lui-même dans la première cité-jardin en 1905. Il se remarie en 1907. Il vit un temps dans Norton Way South et à Homesgarth à partir de 1911.
Une deuxième cité-jardin, celle de Welwyn, est commencée après la Première Guerre mondiale (en 1919). Ses plans sont confiés à l'architecte Louis de Soissons. Il s'y installe en 1921 et y restera jusqu'à sa mort le 1er mai 1928, après avoir été diagnostiqué en mars comme souffrant d'une infection de la poitrine et d'un cancer de l'estomac. Il est fait chevalier en 1927.
Toutefois, ses cités-jardins n'atteignent pas la taille qu'il avait initialement souhaitée et ne sont pas répliquées. Certaines de ses idées sont toutefois reprises par des planificateurs urbains au Royaume-Uni après la Seconde Guerre mondiale. Plusieurs initiatives sont cependant parfois éloignées du sens originel du terme « cité-jardin », comme en France, le simple projet de logements sociaux dotés de jardins restant éloigné de l'idée initiale de Howard. Comme le note Le Point dans un hors-série consacré aux utopies : « Contrairement à ce que lui et Kropotkine pensaient, les nouveaux moyens de transports n'ont en effet pas tant permis l'émergence d'une nouvelle manière de concevoir la ville que le développement infini des banlieues pour aboutir aux tentaculaires mégolopoles d'aujourd'hui ».

#### Garden Cities and Town Planning Federation
Howard est élu président de la nouvellement formée Garden Cities and Town Planning Federation en 1913, un organisme d'influence internationale, aujourd'hui connu sous le nom de FIHUAT/IFHP (Fédération internationale pour l'Habitation, l'Urbanisme et l'Aménagement des Territoires), et devient un membre d'honneur du Town Planning Institute en 1914.
La branche française de la FIHUAT est la COFHUAT (Confédération française pour l'Habitation, l'Urbanisme et l'Aménagement des Territoires).

## Descendance
Parmi les descendants directs d'Ebenezer Howard, on trouve son petit-fils Geoffrey Howard (joueur de criquet et administrateur), criquet manager comme son arrière-arrière-petit-fils, le pédagogue George Colin Howard et sa fille Leah Elisabeth Howard.

## Espéranto
Howard était un fervent défenseur de l'espéranto ; il utilisait souvent cette langue lors de ses conférences. En 1907, accueillant 500 locuteurs de l'espéranto à Letchworth Garden City, la première cité-jardin, Howard prédisait que la langue, ainsi que sa nouvelle utopie, se répandraient bientôt sur le monde.

## Décoration
Il a été anobli par le roi George V.

## Œuvre
- Tomorrow-. A peaceful path to real reform (« La voie pacifique vers une véritable réforme »), Ebenezer Howard, Swann Sonnenschein, 1898, publié ensuite sous le nom Garden Cities of Tomorrow
- Garden Cities of Tomorrow (« Les cités-jardins de demain ») (seconde édition de Tomorrow-. A peaceful path to real reform), Ebenezer Howard
  - (en) Swann Sonnenschein, 1902
  - (en) (introduction de Lewis Mumford), Faber, 1946
  - (en) (introduction de Ray Thomas), Attic Books, 1985
  - (fr) (préface de Ginette Baty-Tornikian), Sens Tonka, 1998

## Citations
- « Le terme de garden city obscurcit autant qu'il éclaire les fondements de la vision urbaine d'Ebenezer Howard », constate l'architecte Stephan Chambers
- « J'entreprendrai donc de montrer, écrivait-il, comment [dans cette combinaison] on peut jouir des possibilités de vie sociale égales - que dis-je? supérieures - à celles qu'offre une ville populeuse, tandis que les beautés de la nature environneront, baigneront chacun de ses habitants ».

#### Biographies d'Ebenezer Howard
- Ebenezer Howard and the Town Planning Movement, Dugald Macfadyen, Manchester University Press, 1933
- Ebenezer Howard: an illustrated life of Ebenezer Howard 1350-1928, John Moss-Eccardt, Shire, 1973
- The Garden City Utopia: A Critical Bibliography of Ebenezer Howard, Robert Beevers, Macmillan, 1987
- Ebenezer Howard: the man and his message, Robert Beevers, dans Garden Cities and New Towns: five lectures, Hertfordshire Publications, 1990